# Peter Raadsig
Johan Peter Raadsig (18. oktober 1806 i København – 1. juli 1882 sammesteds) var en dansk genremaler.
Peter Raadsig var søn af skibsfører Søren Christian Raadsig (forlist 1808) og Ellen Pouline født Poulsen, som anden gang indgik ægteskab med godsforvalter S.D. Engell på Skjoldenæsholm. Raadsig tilbragte nogle år af sin barndom hos stedfar. Senere blev han opdraget i København og sat i malerlære efter sin konfirmation. Som malersvend gennemgik han Kunstakademiet og vandt dets sølvmedaljer. Han har malet nogle portrætter og i sine yngre år en del mindre historiske billeder, der gave ham ord for at være "en flittig og talentfuld Kunstner". Den Kongelige Malerisamling, hvis hverv det den gang var at købe talentfulde ungdomsarbejder, erhvervede fire sådanne billeder i 1833-40. Allerede fra 1838 begyndte han uden held at søge om rejseunderstøttelse, hvortil Akademiet anbefalede ham; men efter at dette havde fået sin egen stipendiefond, gik det ham ikke bedre, thi netop i disse år opblomstrede en så stor kreds af unge og lovende kunstnere, at Raadsig nødvendigvis måtte sættes i skygge. Det var så meget uheldigere, som han, i tillid til den anerkendelse, Bertel Thorvaldsen og C.W. Eckersberg havde vist ham, allerede i 1841 var rejst til Rom ved egne midler. Kun ved den yderste nøjsomhed lykkedes det ham alligevel at tilbringe fire år i Rom og et år i München. Dertil hjalp, at Malerisamlingen endnu købte to billeder af ham, hvoraf En Relikviehandler regnes for et af hans bedste arbejder. Endnu efter hjemkomsten solgte han Abbeden af Bækkeskov til samlingen.
Raadsigs billeder havde deres fortrin i en heldig anordning og en klar psykologisk sans, således at fortællingen i hans stykker, ikke sjælden optrin af jægerlivet, altid var tydelig og naturlig; men en vis prosaisk tørhed i behandlingen svækkede deres virkning som kunstværker, om han end, ved de nævnte gode egenskaber, synes at have bevaret sig en kundekreds. han hørte til de flittigste udstillere og bevarede gennem alle skuffelser sin elskværdige, fordringsløse personlighed. Raadsig døde ugift.
Peter Raadsig er begravet på Valsølille Kirkegård ved Ringsted.